# TreinTramBus
TreinTramBus, voorheen bekend als de "Bond van Trein-, Tram- en Busgebruikers", is een Belgische belangenvereniging van gebruikers van het openbaar vervoer, met het rechtsstatuut van een vereniging zonder winstoogmerk. De vereniging is lid van de Europese Reizigersfederatie (European Passengers' Federation (EPF)) en verzorgt het secretariaat van de federatie.

## Geschiedenis
Het ontstaan van de vereniging is terug te voeren tot de jaren tachtig van de vorige eeuw, toen de BRT een televisieprogramma Aktie Openbaar Vervoer uitzond waarin men opkwam voor de belangen van openbaarvervoerreizigers. Hierbij werd ook het openbaar vervoer gepromoot met onder meer een eerste Trein-Tram-Busdag. Het overleg rond die actie bracht verschillende actoren rond de tafel, waarbij men de nood aan meer gestructureerd overleg aanvoelde. Dit resulteerde in 1983 in de oprichting van de Bond van Trein-, Tram- en Busgebruikers, in 2009 omgedoopt tot TreinTramBus.
In 2022 werd Stefan Stynen als voorzitter opgevolgd door Peter Meukens.

## Visie
TreinTramBus ijvert als reizigersbeweging vanuit een kritisch-constructief gebruikersperspectief voor openbaar vervoer met hoge kwaliteit als ruggengraat van een duurzame mobiliteit en ruimtelijke ordening.
TreinTramBus pleit voor toegankelijk, inclusief en laagdrempelig openbaar vervoer dat alle reizigers, ongeacht hun achtergrond,  leeftijd, inkomenssituatie en fysieke toestand, de kans biedt actief te participeren aan onze samenleving.
Samen met een  ambitieus beleid ter bevordering van verplaatsingen te voet en met de fiets is  betrouwbaar, fijnmazig en competitief openbaar vervoer van vitaal belang om een duurzame modal shift tot stand te brengen.
De vereniging TreinTramBus treedt naar buiten via de website www.treintrambus.be en het tijdschrift Mondig Mobiel. Daarnaast organiseert TreinTramBus regelmatig activiteiten die gerelateerd zijn aan het openbaar vervoer. De vereniging is ook de initiatiefnemer van de wandelwebsite www.groenehalte.be.
Groene Halte: Groene Halte heeft meer dan 50 mooie wandelingen ontwikkeld die bereikbaar zijn met de trein, tram of bus. Het project wil mensen aanzetten om zich duurzaam te verplaatsen in hun vrije tijd. TreinTramBus ontwikkelt deze routes in opdracht van provincies en gemeenten. Het principe is eenvoudig: de wandelaar vertrekt bij halte A, maakt een mooie wandeling, en reist via halte B weer terug naar huis.